# FV721 Fox
Az FV 721 Fox CVR (Combat Vehicle Reconnaissance, Harci Felderítő Jármű) Brit Szárazföldi Erők négykerekű páncélozott járműve, melyet a Saladin páncélozott gépjármű felváltására terveztek. A Fox 1973-ban állt szolgálatba, 1993 és 1994 között vonták ki a Brit Haderő kötelékéből.
A jármű háromfős személyzettel és egy 30 mm-es L21 RARDEN ágyúval felszerelt alacsony profilú toronnyal rendelkezik, a löveget 3 darabos tárból kézzel táplálják, a jármű 99 lövedéket szállít. A párhuzamosított L37A2 7,62 mm-es géppuskához 2600 töltény tartozik, a fegyver nem stabilizált. A toronyra 2 db 4 csöves ködgránátvetőt szereltek. A jármű 6,75 tonnás harci tömege lehetővé teszi a légi úton való szállítást. A Fox páncélzata hegesztett alumínium. Páncélzata véd a nukleáris sugárzás, biológia és vegyi fegyverek ellen. A járműt egy 4,2 literes Jaguar benzines motor hajtja, a Fox az egyik leggyorsabb a saját kategóriájában.
Létezik torony nélküli változat, a Vixen, megépítették és kipróbálták, de nem került gyártásra. Az egyik Vixen megtekinthető a Bovington múzeumban.  
A Fox tornyát felhasználva, a FV101 Scorpion alvázával létrehoztak egy új felderítő járművet, a Sabre-t.

## Kapcsolódó oldalak
- Fox at Inetres.com(angol nyelvű)
- Fox at Military-vehicle.net(angol nyelvű)
- Fox at Army-Guide.com(angol nyelvű)